# Chrysosoma shixingense
Chrysosoma shixingense är en tvåvingeart som beskrevs av Zhu och Yang 2005. Chrysosoma shixingense ingår i släktet Chrysosoma och familjen styltflugor. Inga underarter finns listade i Catalogue of Life.